# Municipio de Liberty (condado de Mercer, Ohio)
El municipio de Liberty (en inglés: Liberty Township) es un municipio ubicado en el condado de Mercer en el estado estadounidense de Ohio. En el año 2010 tenía una población de 918 habitantes y una densidad poblacional de 9,86 personas por km².

## Geografía
El municipio de Liberty se encuentra ubicado en las coordenadas 40°35′9″N 84°44′13″O / 40.58583, -84.73694. Según la Oficina del Censo de los Estados Unidos, el municipio tiene una superficie total de 93.07 km², de la cual 92,99 km² corresponden a tierra firme y (0,09 %) 0,09 km² es agua.

## Demografía
Según el censo de 2010, había 918 personas residiendo en el municipio de Liberty. La densidad de población era de 9,86 hab./km². De los 918 habitantes, el municipio de Liberty estaba compuesto por el 98,04 % blancos, el 0,33 % eran afroamericanos, el 0,33 % eran amerindios, el 0,11 % eran asiáticos, el 0,22 % eran de otras razas y el 0,98 % eran de una mezcla de razas. Del total de la población el 1,42 % eran hispanos o latinos de cualquier raza.